# Signal de Randon
Le signal de Randon est le point culminant de la Margeride, région naturelle du Massif central située principalement en Lozère, mais également dans le Cantal et dans la Haute-Loire. Il se trouve à proximité du truc de Randon et du truc de Fortunio.

## Toponymie
Son nom vient du gaulois randa « limites » et du suffixe on. En effet, le sommet est à la limite des archiprêtrés de Saugues et de Javols et reprend probablement une limite plus ancienne.

## Géographie

### Géologie
Le signal de Randon et le truc de Fortunio sont les points culminants du horst de la Margeride et se caractérisent par un modelé typique des régions granitiques, avec en particulier de nombreux chaos constitués d'empilements de rochers de granite fracturés par des diaclases puis dégagés et arrondis par l'érosion.

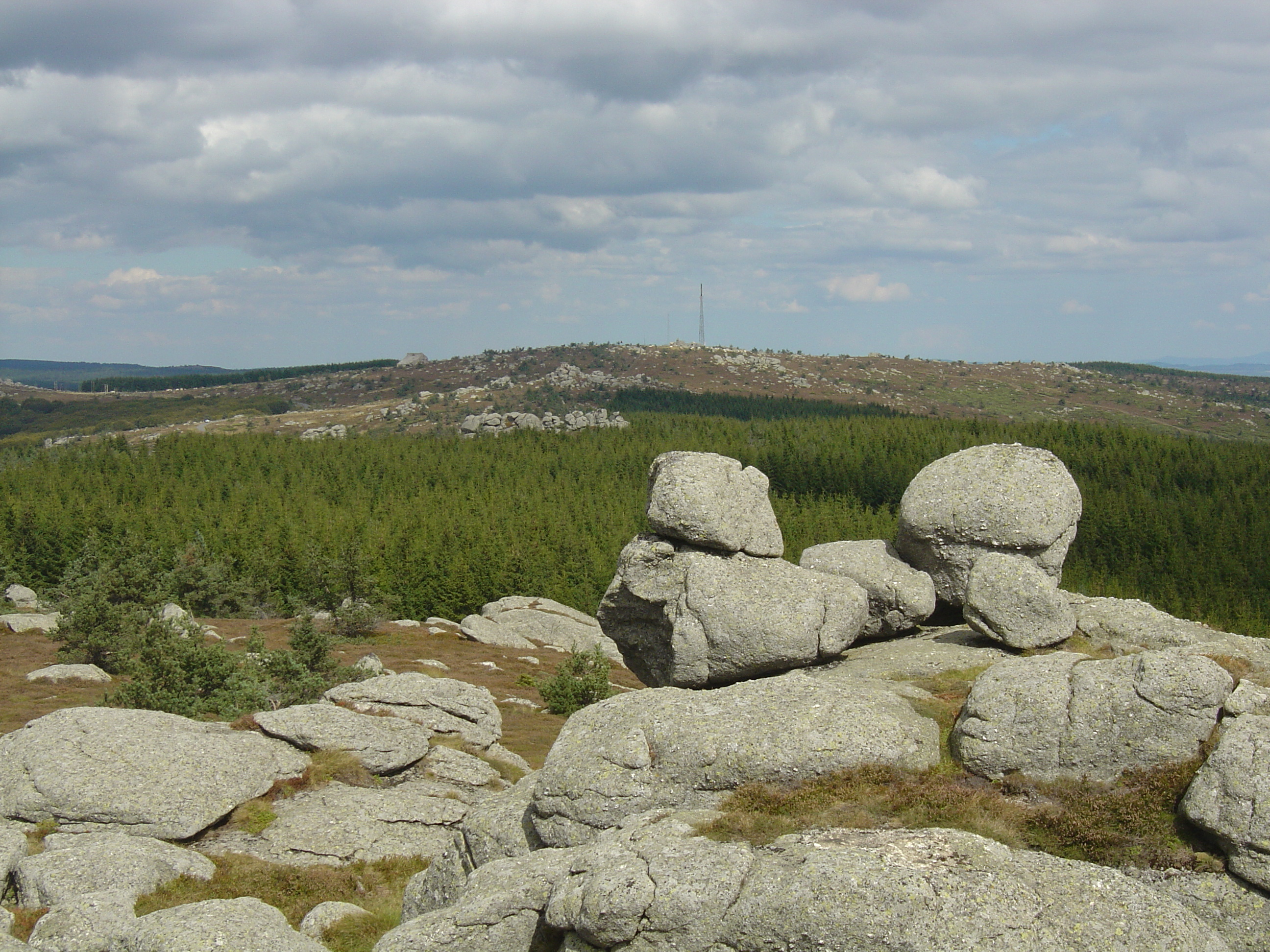
Signal de Randon vu depuis le truc de Fortunio.

### Faune et flore
L'étage montagnard supérieur s'étend de 1 250 à 1 450 m et est principalement composé d'une hêtraie d’altitude acidiphile. Au-dessus de 1 450 m, l'étage subalpin présente une lande à callune et myrtille. 

## Protection environnementale
Un arrêté du 25 mars 2011 classe le plateau de Charpal en site Natura 2000, comprenant le signal de Randon.